# Войславиці (Опольське воєводство)
Войславиці (пол. Wojsławice, нім. Kirchlinden) — село в Польщі, у гміні Бичина Ключборського повіту Опольського воєводства.
Населення — 73 особи (2011).
У 1975-1998 роках село належало до Опольського воєводства.

## Демографія
Демографічна структура станом на 31 березня 2011 року:
|          | Загалом | Допрацездатний вік | Працездатний вік | Постпрацездатний вік |
| -------- | ------- | ------------------ | ---------------- | -------------------- |
| Чоловіки | 40      | 11                 | 24               | 5                    |
| Жінки    | 33      | 8                  | 19               | 6                    |
| Разом    | 73      | 19                 | 43               | 11                   |